# Outro Dia, Outra História
Outro dia, Outra História é o segundo álbum de estúdio do cantor Thiaguinho, lançado em 14 de abril de 2014 pela Som Livre.

## Faixas do CD
1. Caraca, Muleke
2. Sem Você a Vida é Tão Sem Graça
3. Dividido
4. Para de Sumir
5. Outro dia, Outra História (participação Lulu Santos)
6. A Batucada Te Pegou
7. História de Amor (participação Rodriguinho)
8. Súbita Paixão
9. Chance Pro Amor
10. Botando Pra Quebrar